# Albumy numer jeden w roku 1973 (USA)
Lista najlepiej sprzedających się albumów w Stanach Zjednoczonych w 1973 tworzona przez magazyn Billboard na podstawie Billboard 200.

## Historia notowania
| Data publikacji | Album                                    | Artysta                                |
| --------------- | ---------------------------------------- | -------------------------------------- |
| 6 stycznia      | Seventh Sojourn                          | The Moody Blues                        |
| 13 stycznia     | No Secrets                               | Carly Simon                            |
| 20 stycznia     | No Secrets                               | Carly Simon                            |
| 27 stycznia     | No Secrets                               | Carly Simon                            |
| 3 lutego        | No Secrets                               | Carly Simon                            |
| 10 lutego       | No Secrets                               | Carly Simon                            |
| 17 lutego       | The World Is a Ghetto                    | War                                    |
| 24 lutego       | The World Is a Ghetto                    | War                                    |
| 3 marca         | Don’t Shoot Me I’m Only the Piano Player | Elton John                             |
| 10 marca        | Don’t Shoot Me I’m Only the Piano Player | Elton John                             |
| 17 marca        | Dueling Banjos                           | Eric Weissberg featuring Steve Mandell |
| 24 marca        | Dueling Banjos                           | Eric Weissberg featuring Steve Mandell |
| 31 marca        | Dueling Banjos                           | Eric Weissberg featuring Steve Mandell |
| 7 kwietnia      | Lady Sings the Blues                     | Diana Ross/ścieżka dźwiękowa           |
| 14 kwietnia     | Lady Sings the Blues                     | Diana Ross/ścieżka dźwiękowa           |
| 21 kwietnia     | Billion Dollar Babies                    | Alice Cooper                           |
| 28 kwietnia     | The Dark Side of the Moon                | Pink Floyd                             |
| 5 maja          | Aloha from Hawaii: Via Satellite         | Elvis Presley                          |
| 12 maja         | Houses of the Holy                       | Led Zeppelin                           |
| 19 maja         | Houses of the Holy                       | Led Zeppelin                           |
| 26 maja         | The Beatles 1967–1970                    | The Beatles                            |
| 2 czerwca       | Red Rose Speedway                        | Paul McCartney & Wings                 |
| 9 czerwca       | Red Rose Speedway                        | Paul McCartney & Wings                 |
| 16 czerwca      | Red Rose Speedway                        | Paul McCartney & Wings                 |
| 23 czerwca      | Living in the Material World             | George Harrison                        |
| 30 czerwca      | Living in the Material World             | George Harrison                        |
| 7 lipca         | Living in the Material World             | George Harrison                        |
| 14 lipca        | Living in the Material World             | George Harrison                        |
| 21 lipca        | Living in the Material World             | George Harrison                        |
| 28 lipca        | Chicago VI                               | Chicago                                |
| 4 sierpnia      | Chicago VI                               | Chicago                                |
| 11 sierpnia     | Chicago VI                               | Chicago                                |
| 18 sierpnia     | A Passion Play                           | Jethro Tull                            |
| 25 sierpnia     | Chicago VI                               | Chicago                                |
| 1 września      | Chicago VI                               | Chicago                                |
| 8 września      | Brothers and Sisters                     | The Allman Brothers Band               |
| 15 września     | Brothers and Sisters                     | The Allman Brothers Band               |
| 22 września     | Brothers and Sisters                     | The Allman Brothers Band               |
| 29 września     | Brothers and Sisters                     | The Allman Brothers Band               |
| 6 października  | Brothers and Sisters                     | The Allman Brothers Band               |
| 13 października | Goats Head Soup                          | The Rolling Stones                     |
| 20 października | Goats Head Soup                          | The Rolling Stones                     |
| 27 października | Goats Head Soup                          | The Rolling Stones                     |
| 3 listopada     | Goats Head Soup                          | The Rolling Stones                     |
| 10 listopada    | Goodbye Yellow Brick Road                | Elton John                             |
| 17 listopada    | Goodbye Yellow Brick Road                | Elton John                             |
| 24 listopada    | Goodbye Yellow Brick Road                | Elton John                             |
| 1 grudnia       | Goodbye Yellow Brick Road                | Elton John                             |
| 8 grudnia       | Goodbye Yellow Brick Road                | Elton John                             |
| 15 grudnia      | Goodbye Yellow Brick Road                | Elton John                             |
| 22 grudnia      | Goodbye Yellow Brick Road                | Elton John                             |
| 29 grudnia      | Goodbye Yellow Brick Road                | Elton John                             |